# Вестер, Эллен
Эллен Вестер (швед. Ellen Sofia Wester; 20 марта 1873 — 3 апреля 1930) — шведская переводчица со славянских языков и журналистка.

## Биография
Эллен Вестер родилась в 1873 году в Реймюре (Эстергётланд). Её родителями были Карл Эрик Мауриц Вестер, врач, и Эбба Юханна Пфайфф. Образование, полученное Эллен, ограничивалось несколькими классами школы для девочек; в остальном она была самоучкой и в числе прочего самостоятельно изучала языки, в частности, славянские.
Первую книгу Эллен перевела, когда ей было 18 лет. Вплоть до своей смерти в 1930 году она продолжала переводческую деятельность, публикуя свои работы под псевдонимом E. Weer. К 21 году Эллен опубликовала переводы с пяти различных языков, включая польский. Именно благодаря переводам с польского языка она известна в первую очередь. Она поддерживала близкое знакомство с жившим в Швеции Хенриком Буковски, владельцем антикварного магазина (а впоследствии — аукционного дома). Кроме того, в 1898—1899 годах Эллен побывала в Польше и написала ряд очерков для Dagens Nyheter и Lunds Dagblad.
В числе авторов, которых переводила Эллен Вестер, — нобелевские лауреаты Генрик Сенкевич и Владислав Реймонт. Она также переводила произведения Элизы Ожешко и Стефана Жеромского. В 1926 году она опубликовала прозаический перевод романтической поэмы Адама Мицкевича «Пан Тадеуш». Работала она и с другими славянскими языками, включая русский, с которого переводила сочинения Дмитрия Мережковского и Максима Горького. Примечательно, что наряду с этим Эллен Вестер занималась античной литературой и переводила, в частности, Платона, Марка Аврелия и Петрония. В общей сложности она перевела около 80 произведений, не считая многочисленных рассказов. Продуктивность переводчицы не отражалась на качестве текстов, и в 1912 году другой шведский переводчик со славянских языков, Альфред Йенсен, характеризовал её переводы как «необычайно добросовестные и точные». В 1915 году она получила Премию Леттерстедта (Letterstedtska priset) Шведской академии наук, а позднее была награждена Орденом Возрождения Польши. Переводы Эллен Вестер до сих пор продолжают переиздаваться в Швеции.
В 1880-х годах семья Эллен переехала в Ваксхольм. Там она жила вплоть до своей смерти в 1930 году.